# Mirbelia baueri
Mirbelia baueri är en ärtväxtart som först beskrevs av George Bentham, och fick sitt nu gällande namn av J.Thompson. Mirbelia baueri ingår i släktet Mirbelia och familjen ärtväxter. Inga underarter finns listade i Catalogue of Life.